# Puntate de L'Ora - Inchiostro contro piombo
La prima stagione della miniserie televisiva L'Ora - Inchiostro contro piombo, composta da 10 episodi, è stata trasmessa in prima visione su Canale 5 ogni mercoledì, dall'8 giugno al 6 luglio 2022, in cinque prime serate.
| nº | Titolo in streaming | nº | Titolo in chiaro | Prima TV       |
| -- | ------------------- | -- | ---------------- | -------------- |
| 1  | Episodio 1          | 1  | Prima puntata    | 8 giugno 2022  |
| 2  | Episodio 2          | 1  | Prima puntata    | 8 giugno 2022  |
| 3  | Episodio 3          | 2  | Seconda puntata  | 15 giugno 2022 |
| 4  | Episodio 4          | 2  | Seconda puntata  | 15 giugno 2022 |
| 5  | Episodio 5          | 3  | Terza puntata    | 22 giugno 2022 |
| 6  | Episodio 6          | 3  | Terza puntata    | 22 giugno 2022 |
| 7  | Episodio 7          | 4  | Quarta puntata   | 29 giugno 2022 |
| 8  | Episodio 8          | 4  | Quarta puntata   | 29 giugno 2022 |
| 9  | Episodio 9          | 5  | Quinta puntata   | 6 luglio 2022  |
| 10 | Episodio 10         | 5  | Quinta puntata   | 6 luglio 2022  |

## Prima puntata

### Episodio 1
- Diretto da: Piero Messina
- Scritto da: Ezio Abbate & Claudio Fava

#### Trama
Antonio Nicastro si trasferisce insieme alla moglie Anna da Roma a Palermo, per prendere in mano le redini del quotidiano L'Ora. Quest'ultimo una volta arrivato nella direzione del giornale, si troverà a stretto contatto una dura realtà. A Corleone sparisce un sindacalista e Antonio è chiamato a tagliare i costi del giornale. Antonio finisce con l'occuparsi di un'inchiesta contro la mafia.
- Ascolti: telespettatori 1 900 000 – share 12,20%[7].

### Episodio 2
- Diretto da: Piero Messina
- Scritto da: Ezio Abbate & Claudio Fava

#### Trama
Tutta la città di Palermo, seppur di nascosto, sa della presenza della mafia che tiene in pugno tutti, ma nessuno ha il coraggio né di ribellarsi, né tantomeno di parlarne. In questa situazione generale Antonio Nicastro farà una vera e propria rivoluzione con il suo giornale. Quest'ultimo comincia mediante il suo giornale a parlare apertamente di mafia e a fare nomi e cognomi delle persone coinvolte in loschi giri. Antonio per portare avanti la sua battaglia, mette insieme una redazione prevalentemente giovane composta da cronisti coraggiosi pronti a tutto per agire in nome della libertà, della legalità e della giustizia.
- Ascolti: telespettatori 1 900 000 – share 12,20%[7].

## Seconda puntata

### Episodio 3
- Diretto da: Ciro D'Emilio
- Scritto da: Claudio Fava & Riccardo Degni

#### Trama
Il quotidiano L'Ora fa molto parlare di sé: la passione e il coraggio che si celano dietro alle pagine sono percepibili e i dati di vendita continuano a essere in crescita. Forti di questi successi, il direttore Antonio Nicastro insieme ai suoi giornalisti continuano a indagare sul Dottor Michele Navarra, medico chirurgo. La squadra è sempre più convinta che possa essere proprio lui ad avere in mano una grossa fetta di potere dei gruppi mafiosi più importanti della città di Palermo e non solo. Il giornale inizia a scrivere di lui e i cittadini inizieranno ad avere grande curiosità sul Dottor Navarra. Grazie a questi più articoli e a queste inchieste il quotidiano L'Ora inizia a crescere sempre di più nel numero di copie vendute.
- Ascolti: telespettatori 1 303 000 – share 8,60%[8].

### Episodio 4
- Diretto da: Ciro D'Emilio
- Scritto da: Ezio Abbate

#### Trama
Il direttore Antonio Nicastro inizia ad ambientarsi sempre di più in città e con la sua squadra. Arriva il momento di trovare un'altra notizia che possa attrarre lettori e scuotere le coscienze proprio come quella del Dottor Michele Navarra. Il gruppo di giornalisti decide di spostarsi a Corleone per seguire una manifestazione dei latifondisti. Tuttavia la situazione non sarà delle migliori e le forze dell'ordine mettono in fuga il gruppo. Questi ultimi trovano rifugio a Monteleone e in Olivia. Interviene la giovane avvocatessa Muscarà, ma Monteleone si sacrifica per la redazione per poi consegnarsi spontaneamente. Sul fronte personale, Anna Nicastro fa pressioni sul marito, affinché la assuma al giornale. Antonio però ha paura che le possa succedere qualcosa e la fa assumere in archivio. Nel frattempo, Antonio firma un editoriale sulla morte del principe.
- Ascolti: telespettatori 1 303 000 – share 8,60%[8].

## Terza puntata

### Episodio 5
- Diretto da: Ciro D'Emilio
- Scritto da: Ezio Abbate, Claudio Fava & Riccardo Degni

#### Trama
Anna, la moglie di Antonio Nicastro, inizia a lavorare per il giornale di Palermo, mandando in crisi il marito sempre più preoccupato per lei. Navarra ha organizzato un convegno medico all'hotel delle palme, dove Antonio cerca di scovare indizi preziosi. Enza si infiltra in un festino e si finge una delle prostitute incaricate di intrattenere dei mafiosi americani. Uno di loro si fissa di lei e così Enza è costretta a rivelare la sua identità, facendo saltare la copertura.
- Ascolti: telespettatori 1 318 000 – share 9,10%[9].

### Episodio 6
- Diretto da: Ciro D'Emilio
- Scritto da: Ezio Abbate & Riccardo Degni

#### Trama
A Corleone viene ritrovato il cadavere di Perrotta, mentre il direttore Antonio Nicastro chiede a Domenico e Nick di andare sul posto per scattare delle fotografie. Una volta arrivati a Corleone questi ultimi due vengono intrappolati, rischiando grosso. Olivia si accorge della situazione e avverte il padre di Sciamma, che cerca immediatamente aiuto. Domenico e Nick riescono a rientrare sani e salvi in redazione e si rimettono subito al lavoro per far uscire un'edizione straordinaria del giornale
- Ascolti: telespettatori 1 318 000 – share 9,10[9].

## Quarta puntata

### Episodio 7
- Diretto da: Stefano Lorenzi
- Scritto da: Claudio Fava

#### Trama
Il Dottor Navarra dimostra di conoscere molti particolari della vita del direttore Antonio Nicastro, anche in merito alla sua vita sentimentale. Tuttavia se Navarra sembra avvantaggiato dalla situazione, una fotografia scattata da Nick dimostra che il braccio destro di Navarra, Liggio vuole prendere il suo posto. È così Navarra inizia a crollare. Domenico e Olivia si recano in carcere per fare una visita con Ferrante. Quest'ultimo assicura di dire tutta la verità durante l'udienza in tribunale e che farà i nomi e cognomi di chi ha ucciso Perrotta. Tuttavia Ferrante muore, mentre Olivia rimane sotto shock prendendo le distanze da Domenico.
- Ascolti: telespettatori 989 000 – share 7,10%[10].

### Episodio 8
- Diretto da: Piero Messina
- Scritto da: Ezio Abbate & Riccardo Degni

#### Trama
Salvo e Domenico vivono in un magazzino, dove trovano gli oggetti sequestrati dalla legge: ovvero i flipper. Il matrimonio del direttore Antonio Nicastro e la moglie Anna è entrato in crisi e la stessa cosa accade con il matrimonio di Enza e al marito. Antonio e Anna arrivano ad una fortissima litigata e quest'ultima decide di separarsi definitivamente dal marito. Il lavoro al giornale ha monopolizzato tempo e attenzioni, tanto che Antonio ha finito col trascurare la famiglia, ignorando le capacità della stessa moglie Anna. Domenico, invece, continua a pensare ininterrottamente ad Olivia. A Corleone c'è una notizia sconvolgente che cambia le vite dei membri della redazione del giornale L'Ora: Domenico è morto.
- Ascolti: telespettatori 989 000 – share 7,10%[10].

## Quinta puntata

### Episodio 9
- Diretto da: Piero Messina
- Scritto da: Claudio Fava & Riccardo Degni

#### Trama
La morte di Domenico ha provocato uno stato di rabbia e sconforto in redazione, così i suoi colleghi iniziano ad indagare sull'accaduto. Enza e Salvo decidono di muoversi di prima persona e si recano verso Corleone, con l'intenzione di fare piena luce sulla domanda che li consuma. I due si chiedono sé Domenico sia stato ucciso oppure è stato spinto al suicidio. Intanto, il direttore Antonio Nicastro dopo essere svenuto nel suo ufficio non può collaborare nelle indagini, in quanto è costretto a un ricoverato in ospedale a causa della sua ulcera perforante. L'ulcera gli provoca problemi e teme che le sue condizioni di salute possano degenerare.
- Ascolti: telespettatori 978 000 – share 7,10%[11].

### Episodio 10
- Diretto da: Piero Messina
- Scritto da: Ezio Abbate

#### Trama
Il direttore Antonio Nicastro si riprende dal ricovero e viene dimesso dall'ospedale. Antonio scopre insieme a Salvo che Olivia è l'amante del mafioso Liggio, scoprendo quindi che Domenico è stato ucciso proprio da lui. Come conseguenza questi viene subito arrestato. Dopo l'arresto di Liggio, Antonio festeggia insieme ai suoi colleghi per le sorti del giornale L'Ora. Mentre tutti sono intenti nel brindisi e nei festeggiamenti, qualcuno abbandona a pochi passi da loro una bomba.
- Ascolti: telespettatori 978,000 – share 7,10%[11].